# Слобожанська міська територіальна громада
Слобожанська міська територіальна громада —  територіальна громада в Україні, в Чугуївському районі Харківської області. Адміністративний центр — місто Слобожанське.
Площа громади — 572,5 км2, населення громади — 27 172 осіб (2020).
Утворена 12 червня 2020 року шляхом об'єднання Слобожанської селищної ради та Геніївської, Лиманської, Нижньобишкинської, Скрипаївської і Шелудьківської сільських рад Зміївського району Харківської області. Перші вибори селищної ради та селищного голови Слобожанської селищної громади відбулися 25 жовтня 2020 року.

## Населені пункти
До складу громади входять 1 місто (Слобожанське), 3 селища (Благодатне, Донець, Лісне) та 13 сіл (Геївка, Геніївка, Дачне, Лиман, Занки, Курортне, Мохнач, Нижній Бишкин, Скрипаї, Суха Гомільша, Українське, Черкаський Бишкин, Шелудьківка).